# Chile Eboe-Osuji
Chile Eboe-Osuji, né le 2 septembre 1962 à Anara (État d'Imo), est un avocat et magistrat nigerian, spécialiste de droit international pénal. Après avoir exercé au Tribunal pénal international pour le Rwanda puis au Tribunal spécial pour la Sierra Leone, il siège de 2012 à 2021 à la Cour pénale internationale, qu'il préside de 2018 à 2021.

## Biographie

### Formation et débuts
Chile Eboe-Osuji est titulaire d'une licence en droit obtenue à l'université de Calabar (Nigeria) en 1985, d'une maîtrise en droit obtenue à l'université McGill (Canada) en 1991 et d'un doctorat en droit international pénal obtenu à l'université d'Amsterdam (Pays-Bas) en 2011. Pendant ses études, il effectue des stages au sein de cabinets d'avocats au Nigeria et au Canada. Il parle l'igbo, sa langue maternelle, ainsi que l'anglais et le français.
Devenu avocat après sa licence, il intègre le barreau du Nigeria dès septembre 1986. Une fois diplômé de l'université McGill, il exerce au Canada, successivement au barreau de l'Ontario, où il est admis en février 1993, puis au barreau de Colombie-Britannique, qu'il rejoint en novembre 1993.

### Carrière internationale
En 1997, il devient premier substitut du procureur du Tribunal pénal international pour le Rwanda (TPIR) avant de devenir juriste en chef auprès des juges du tribunal en 2003, d'abord à Kigali puis à Arusha. En 2005, il quitte le tribunal pour exercer à nouveau comme avocat au Canada, où il conseille notamment plusieurs ambassades de pays étrangers ayant leur siège en Ontario. Entre 2006 et 2007, il enseigne le droit international pénal à l'université d'Ottawa. Pendant cette période, il est également l'expert juridique de la délégation nigériane auprès du groupe de travail spécial de l'Assemblée des États parties de la Cour pénale internationale sur le crime d'agression. En 2007, Chile Eboe-Osuji est nommé premier substitut du procureur du Tribunal spécial pour la Sierra Leone (TSSL), où il est notamment chargé de l'affaire Charles Taylor. Après avoir réintégré le TPIR en 2008, il est nommé conseiller juridique de la Haute-Commissaire des Nations unies aux droits de l'homme, Navanethem Pillay, en 2010. Il dirige alors notamment la rédaction de mémoires d'amicus curiae devant la Cour européenne des droits de l'homme et la Cour suprême des États-Unis.
Le 16 décembre 2011, en raison de ses compétences en droit pénal et en procédure pénale, il est élu juge à la Cour pénale internationale. Il prend pleinement ses fonctions au sein de la section de première instance le 16 mars 2012. Le 11 mars 2018, il est élu président de la Cour pour trois ans, succédant à la juge argentine Silvia Fernández de Gurmendi. Il est assisté du Tchèque Robert Fremr, élu premier vice-président, et du Français Marc Perrin de Brichambaut, élu second vice-président.

## Publications
- (en) Protecting Humanity : Essays in International Law and Policy in Honour of Navanethem Pillay, Brill, 24 septembre 2010, 908 p. (ISBN 978-90-04-18378-0)
- (en) International Law and Sexual Violence in Armed Conflicts, Brill, coll. « International Humanitarian Law Series » (no 35), 27 août 2012, 354 p. (ISBN 978-90-04-20262-7)